# Félix de Monpezat
Félix de Monpezat (de nombre secular: Felix Henrik Valdemar Christian, Copenhague, 22 de julio de 2002) es el segundo hijo del príncipe Joaquín de Dinamarca y de su primera esposa, la condesa Alejandra de Frederiksborg. Desde 2008 es conde de Monpezat. Fue príncipe de Dinamarca desde su nacimiento, hasta 2022. Es nieto de la reina emérita Margarita II, y actualmente ocupa el séptimo puesto en la línea de sucesión al trono danés.

## Biografía

### Nacimiento
Nació el 22 de julio de 2002 en Rigshopitalet en Copenhague, Dinamarca.

### Bautismo
El entonces príncipe Félix fue bautizado el 4 de octubre del 2002 en la iglesia de Møgeltønder. Sus padrinos y madrinas fueron: Cristian Ahlefeldt-Laurvig, Óscar Davidsen Siesby, Damián Sibley, Martina Bent y Annick Boel.

### Hermanos
- Nicolás Guillermo Alejandro Federico, nacido el 28 de agosto de 1999.
- Enrique Carlos Joaquín Alan, nacido el 4 de mayo de 2009, medio hermano por parte paterna fruto del matrimonio de Joaquín y Marie.
- Atenea Margarita Francisca María, nacida el 24 de enero de 2012, media hermana por parte paterna fruto del matrimonio de Joaquín y Marie.

## Títulos, tratamientos y distinciones honoríficas

### Títulos y tratamientos
| ● 22 de julio de 2002-29 de abril de 2008: | Su alteza el príncipe Félix de Dinamarca                    |
| ● 29 de abril de 2008-1 de enero de 2023:  | Su alteza el príncipe Félix de Dinamarca, conde de Monpezat |
| ● 1 de enero de 2023-presente:             | Su Excelencia el conde Félix de Monpezat                    |

## Distinciones honoríficas
Nacionales
- Caballero Gran Cruz de la Orden de Dannebrog (27/05/2025).[1]
- Medalla Conmemorativa del 70° Aniversario del príncipe consorte Enrique (11/06/2009).
- Medalla Conmemorativa del 70° Aniversario de la reina Margarita II (16/04/2010).
- Medalla Conmemorativa del Jubileo de Rubí de la reina Margarita II (11/01/2012).
- Medalla Conmemorativa del 75° Aniversario de la reina Margarita II (16/04/2015).[2]
- Medalla Conmemorativa de las Bodas de Oro de la Reina Margarita II y el Príncipe Enrique (10/06/2017).
- Medalla Conmemorativa del Príncipe Enrique (11/06/2018).
- Medalla Conmemorativa del 80° Aniversario de la reina Margarita II (16/04/2020).
- Medalla Conmemorativa del Jubileo de Oro de la Reina Margarita II (14/01/2022).

## Ancestros
|  |                                          |  |  |  |  |  |  |  |  |  |  |  |  |  |  |  |
|  | 8. Andrés de Laborde, conde de Monpezat  |  |  |  |  |  |  |  |  |  |  |  |  |  |  |  |
|  |                                          |  |  |  |  |  |  |  |  |  |  |  |  |  |  |  |
|  |                                          |  |  |  |  |  |  |  |  |  |  |  |  |  |  |  |
|  | 4. Enrique de Laborde, conde de Monpezat |  |  |  |  |  |  |  |  |  |  |  |  |  |  |  |
|  |                                          |  |  |  |  |  |  |  |  |  |  |  |  |  |  |  |
|  |                                          |  |  |  |  |  |  |  |  |  |  |  |  |  |  |  |
|  | 9. Renata Yvonne Doursenot               |  |  |  |  |  |  |  |  |  |  |  |  |  |  |  |
|  |                                          |  |  |  |  |  |  |  |  |  |  |  |  |  |  |  |
|  |                                          |  |  |  |  |  |  |  |  |  |  |  |  |  |  |  |
|  | 2. Príncipe Joaquín de Dinamarca         |  |  |  |  |  |  |  |  |  |  |  |  |  |  |  |
|  |                                          |  |  |  |  |  |  |  |  |  |  |  |  |  |  |  |
|  |                                          |  |  |  |  |  |  |  |  |  |  |  |  |  |  |  |
|  | 10. Rey Federico IX de Dinamarca         |  |  |  |  |  |  |  |  |  |  |  |  |  |  |  |
|  |                                          |  |  |  |  |  |  |  |  |  |  |  |  |  |  |  |
|  |                                          |  |  |  |  |  |  |  |  |  |  |  |  |  |  |  |
|  | 5. Reina Margarita II de Dinamarca       |  |  |  |  |  |  |  |  |  |  |  |  |  |  |  |
|  |                                          |  |  |  |  |  |  |  |  |  |  |  |  |  |  |  |
|  |                                          |  |  |  |  |  |  |  |  |  |  |  |  |  |  |  |
|  | 11. Princesa Ingrid de Suecia            |  |  |  |  |  |  |  |  |  |  |  |  |  |  |  |
|  |                                          |  |  |  |  |  |  |  |  |  |  |  |  |  |  |  |
|  |                                          |  |  |  |  |  |  |  |  |  |  |  |  |  |  |  |
|  | 1. Félix de Dinamarca, conde de Monpezat |  |  |  |  |  |  |  |  |  |  |  |  |  |  |  |
|  |                                          |  |  |  |  |  |  |  |  |  |  |  |  |  |  |  |
|  |                                          |  |  |  |  |  |  |  |  |  |  |  |  |  |  |  |
|  | 12. William Thomas Manley                |  |  |  |  |  |  |  |  |  |  |  |  |  |  |  |
|  |                                          |  |  |  |  |  |  |  |  |  |  |  |  |  |  |  |
|  |                                          |  |  |  |  |  |  |  |  |  |  |  |  |  |  |  |
|  | 6. Richard Nigel Manley                  |  |  |  |  |  |  |  |  |  |  |  |  |  |  |  |
|  |                                          |  |  |  |  |  |  |  |  |  |  |  |  |  |  |  |
|  |                                          |  |  |  |  |  |  |  |  |  |  |  |  |  |  |  |
|  | 13. Frances Blanche Madar                |  |  |  |  |  |  |  |  |  |  |  |  |  |  |  |
|  |                                          |  |  |  |  |  |  |  |  |  |  |  |  |  |  |  |
|  |                                          |  |  |  |  |  |  |  |  |  |  |  |  |  |  |  |
|  | 3. Alexandra Christina Manley            |  |  |  |  |  |  |  |  |  |  |  |  |  |  |  |
|  |                                          |  |  |  |  |  |  |  |  |  |  |  |  |  |  |  |
|  |                                          |  |  |  |  |  |  |  |  |  |  |  |  |  |  |  |
|  | 14. Karl Maria Franz Hermann Nowotny     |  |  |  |  |  |  |  |  |  |  |  |  |  |  |  |
|  |                                          |  |  |  |  |  |  |  |  |  |  |  |  |  |  |  |
|  |                                          |  |  |  |  |  |  |  |  |  |  |  |  |  |  |  |
|  | 7. Christa Maria Nowotny                 |  |  |  |  |  |  |  |  |  |  |  |  |  |  |  |
|  |                                          |  |  |  |  |  |  |  |  |  |  |  |  |  |  |  |
|  |                                          |  |  |  |  |  |  |  |  |  |  |  |  |  |  |  |
|  | 15. Mathilde Göde Meier                  |  |  |  |  |  |  |  |  |  |  |  |  |  |  |  |
|  |                                          |  |  |  |  |  |  |  |  |  |  |  |  |  |  |  |
|  |                                          |  |  |  |  |  |  |  |  |  |  |  |  |  |  |  |